# Vera Woodhouse
Pour les articles homonymes, voir Woodhouse.
Vera Florence Annie Woodhouse, Lady Terrington (née Bousher ; 11 janvier 1889 - 19 mai 1973) est une femme politique du Parti libéral britannique et l'une des premières femmes parlementaires.

## Jeunesse
Elle est née Vera Florence Annie Bousher, la deuxième fille d'Henry George Bousher un assistant droguiste, et d'Anne Elizabeth Koster. Elle épouse d'abord en 1907 Guy Ivo Sebright décédé en 1912. En 1918, elle épouse Harold Woodhouse, 2e baron Terrington, dont elle divorce en 1926. Elle épouse Max Lensveld en 1949.

## Carrière politique
Elle rejoint le parti libéral et s'intéresse activement aux affaires du South Buckinghamshire. Elle est vice-présidente de la Buckinghamshire Lace Association. Elle est membre du Grand Conseil de la Ligue de nos amis muets . Aux élections générales de 1922, elle se présente comme candidate libérale dans la circonscription de Wycombe dans le Buckinghamshire. Wycombe est un siège unioniste où aucun candidat libéral ne s'était présenté aux élections précédentes et aucun libéral n'avait gagné depuis 1906. Elle réussit à assurer une bonne deuxième place. Elle est l'une des trente-trois femmes candidates à cette élection.
Elle se présente à nouveau à Wycombe aux élections générales de décembre 1923 et est élue à la Chambre des communes en battant le député unioniste en exercice. Son adversaire unioniste est un anti-féministe avoué, et sa victoire est accueillie avec un plaisir particulier dans les sociétés de femmes telles que le Six Point Group. Cela fait d'elle l'une des huit femmes seulement à la Chambre des communes.
Au Parlement, elle soutient l'abolition de la condition de ressources pour les pensions de vieillesse, faisant son premier discours en soutenant une motion sur le sujet. Elle soutient également activement le projet de loi sur la tutelle des nourrissons, qui aurait donné aux deux parents des droits égaux en matière de garde. Elle fait également campagne contre la cruauté envers les animaux . Elle perd son siège un an plus tard, aux élections générales de 1924, une élection au cours de laquelle les candidats libéraux ont de mauvais résultats dans tout le pays.
Elle ne s'est plus présentée au Parlement mais reste active au sein du Parti libéral au niveau national, en particulier avec la Fédération libérale des femmes qui propose une résolution promouvant les droits des femmes sur un large front et appelant spécifiquement à un droit de vote égal. En 1925, elle est investie par les libéraux de Wycombe comme candidate aux élections suivantes mais se retire en raison de problèmes dans sa vie personnelle.
Après 1949, elle déménage en Afrique du Sud mais n'y est pas active politiquement. Elle retourne en Grande-Bretagne et est décédée le 19 mai 1973. Elle est incinérée à Eastbourne le 30 mai 1973. Ses cendres sont inhumées au cimetière d'East Hoathly, dans le Sussex de l'Est le 1er août 1973. Au moment de sa mort, elle vivait à Monks Cottage, Graywood, East Hoathly.